# 하급생
하급생(下級生, Kakyūsei)은 원래 히루타 마사토가 동급생 시리즈의 스핀오프로 만든 엘프의 데이트 시뮬레이션 시리즈이다. 첫 번째 게임 엘프판 하급생(エルフ版　下級生)을 기반으로 한 애니메이션 OVA는 핑크 파인애플(Pink Pineapple)이 제작했다. OVA의 성공 이후에 TV 시리즈가 제작되었다. TV 시리즈 14화는 TV에서 방영된 적이 없다. 하급생 2 게임을 기반으로 한 TV 시리즈도 출시되었으며 하급생 2를 기반으로 한 OVA 속편과 스핀오프도 TV 버전보다 훨씬 더 명시적으로 출시되었다.

## 줄거리
이야기는 가장 친한 친구인 미코가 토루와 사랑에 빠진 유우키 미즈호를 중심으로 전개된다. 미코는 꽤 순진하고 엄격한 배경을 가지고 있기 때문에 미즈호는 현재 가족과 함께 탑승하고 있는 토루에 대한 인식이 커짐에도 불구하고 그들의 관계를 방해하지 않으려고 노력하고 부유한 하루히코와의 데이트를 수락한다. 토루를 좋아하는 학교 후배 아이의 외부 간섭도 있다.